# فابيو إنزو
فابيو إنزو (بالإيطالية: Fabio Enzo)‏ (22 يونيو 1946 في إيطاليا - 11 يناير 2021) هو لاعب كرة قدم إيطالي في مركز الهجوم. لعب مع نادي تشيزينا ونادي روما ونادي ريجينا ونادي ساليرنيتانا ونادي فوجيا ونادي فينيزيا ونادي مانتوفا ونادي نابولي ونادي نوفارا وهيلاس فيرونا وجونيور بييلا ليبرتاس وأوميغنة كالسيو 1906 ‏.

## وصلات خارجية
- فابيو إنزو على موقع قاعدة بيانات كرة القدم.إي يو (الإنجليزية)